# Stegonotus guentheri
Espèce
Stegonotus guentheri  est une espèce de serpents de la famille des Colubridae.

## Répartition
Cette espèce est endémique de Papouasie-Nouvelle-Guinée. Elle se rencontre sur les îles Fergusson, Goodenough et Normanby et dans les îles Trobriand.

## Description
L'holotype de Stegonotus guentheri mesure 1 150 mm dont 230 mm pour la queue. Cette espèce a la face dorsale noire ou brun noirâtre s'éclaircissant sur ses flancs. Sa face ventrale est blanche.

## Étymologie
Cette espèce est nommée en l'honneur d'Albert Charles Lewis Günther.

## Publication originale
- Boulenger, 1895 : On a collection of reptiles and batrachians from Ferguson Island, D'Entrecasteaux group British New Guinea. Annals and magazine of natural history, vol. 6, n. 16, p. 28-32 (texte intégral).